# Kozala
Kozala (italienska: Cosala) är ett lokalnämndsområde och stadsdel i Rijeka i Kroatien. Stadsdelen är helt urbaniserad och lokalnämndsområdet är ett av de mer centrala i Rijeka.     

## Geografi
Kozala gränsar till lokalnämndsområdena Školjić-Stari grad i söder och öster, Brajda-Dolac i sydväst, Belveder och Škurinjska draga i väster och Brašćine-Pulac i norr. 

## Byggnader (urval)
- Kozalakyrkogården
- Sankt Romuald och Alla Helgons kyrka